# Паиль, Меир
Меир Паиль (Меир Пилевский, ивр. מאיר פעיל‎, англ. Meir Pa'il; 19 июня 1926, Иерусалим — 15 сентября 2015, Тель-Авив) — израильский политик и историк.

## Биография
Меир Паиль (Пилевский) родился в Иерусалиме во время Британского мандата в Палестине. В 1936 году его семья переехала в Холон.
Служил в «Пальмахе» с 1943 по 1948 гг. После образования государства был назначен командиром бригады в созданной Армии обороны Израиля (АОИ). До своего увольнения из АОИ в 1971 году в звании полковника, служил на должностях командира «Центральных офицерских курсов» и начальника департамента военной теории при Генеральном штабе АОИ.
После увольнения из армии учился в Тель-Авивском университете (история и исследование Ближнего востока), позже получил докторскую степень по военной и общей истории.
В 1973 году Паиль стал одним из основателей «Красно-голубого движения», а после слияния Движения с коммунистической партией Израиля — главой образованного лево-сионистского блока «Мокед». Он был избран в Кнессет на выборах 1973 года по списку «Мокеда» в качестве единственного его представителя. Накануне выборов 1977 года, на базе Мокеда и других подобных партий, была образована партия «Левый лагерь Израиля». На выборах новая партия получила два мандата, и Паиль стал одним из пяти её представителей, поочередно становившимися депутатами Кнессета. Паиль покинул Кнессет после того, как на следующих выборах 1981 года партия не получила ни одного мандата.
Был также военным комментатором газеты «Га-Арец» и радиостанции «РЭКА».
Меир Паиль являлся научным директором центра «Хаганы» имени И. Галили.

## Споры вокруг событий в Дейр-Ясине
Меир Паиль утверждал, что 9 апреля 1948 года он находился в арабской деревне Дейр-Ясин во время атаки на неё еврейских формирований, представляя себя, как очевидца происшедших там событий. Тем не менее, израильский историк Ури Мильштейн приводит свидетельства участников событий, не подтверждающие или отрицающие присутствие М. Паиля в Дейр-Ясине. При этом, отмечается, что М. Паиль был достаточно заметной фигурой в тогдашнем ишуве, чтобы его присутствие на месте событий прошло незамеченным. Более того, У. Мильштейн высказывает мнение, что у М. Паиля были политические причины для ложных, по его мнению, заявлений М. Паиля как о его нахождении на месте событий, так и о его свидетельствах о том, что «в Дейр-Ясине была резня».
Следует отметить, что ещё 18 марта 1948 года, до событий в Дейр-Ясине, Исраэль Галили распустил подразделение, находившееся под командованием М. Паиля, главной целью которого была борьба с организациями «Иргун» и «ЛЕХИ». Согласно Мильштейну, «возможно, что, оказавшись вне службы М. Паиль, искал способ убедить руководство в том, что „Иргун“ и „ЛЕХИ“ по-прежнему заслуживают спецподразделения под его командованием».

### Свидетельства, не подтверждающие присутствие М. Паиля в Дейр-Ясине
(по)
- Моше Идельштейн : «Я не приглашал Меира Паиля, и он не был в Дейр-Ясине» (Паиль утверждал, что Идельштейн пригласил его принять участие в бою).
- Другие представители организаций «Иргун» и «ЛЕХИ» заявили, что М. Паиля в Дейр-Ясине не было, так как в противном случае им стало бы об этом известно. Зетлер, Раанан, Барзилай, Лапидот и Зеливанский заявили, что они не видели М. Паиля в Дейр-Ясине.
- Присутствие Паиля также не подтверждается представителями «Хаганы». В отчетах Шалтиэля, Марта, Эльдада и Шиффа не упоминается ни сам Паиль, ни его оперативные имена — «Авраам» и «Рам» ([13].
- В отличие от утверждений М. Паиля о том, что он разговаривал с бойцами Пальмаха в Дейр-Ясин, Эрен и Гихон, которые были знакомы с Паилем, заявили, что они не видели его там. Шломо Хавилио, командир «Хаганы» в западной части Иерусалима, был в Гиват-Шауле 9 апреля. При этом, он не видел там М. Паиля: «Я хорошо знал его и помнил бы, если бы он был там». Ариэли, руководивший захоронениями, тоже сказал, что он не видел Паиля в Дейр-Ясин, и «тем более, не говорил с ним ни о количестве захороненных, ни по какому-либо другому поводу».